# Kjersti Grini
Kjersti Elizabeth Grini (Oslo, 7 de septiembre de 1971) es una exjugadora noruega de balonmano que militó en clubes de Noruega y Dinamarca y fue pieza clave de la selección noruega, con la que disputó 201 partidos y anotó 1003 goles, récord histórico del combinado escandinavo.

## Trayectoria

### Clubes
Formada en la cantera de Lunner HK, pronto destacó por su poderoso lanzamiento exterior. Con Bækkelagets SK conquistó dos ligas y dos copas noruegas, además de alcanzar dos finales europeas en 1994 (C4) y 1995 (C3).
Su paso a Tertnes IL (1997-2000) confirmó su liderazgo, antes de fichar por el club danés Ikast-Bording EH, con el que ganó la Copa de Dinamarca (2001) y la Copa EHF (2002).

#### Trayectoria de clubes
- 1989 – 1990:  Lunner HK[3]
- 1994 – 1997:  Bækkelagets SK[3]
- 1997 – 2000:  Tertnes IL[3]
- 2000 – 2003:  Ikast-Bording EH[3]
- 2012 – 2013:  Gjøvik HK (regreso puntual)[3]

### Selección
Debutó con la absoluta en 1987 y se retiró en 2001. Fue máxima goleadora del Europeo 1996 (48 tantos) y capitana en el oro continental de 1998.  Un año más tarde levantó el primer título mundial para Noruega tras vencer a Francia 25-24 en la prórroga de la final de 1999.
En los Juegos Olímpicos de Sídney 2000 se colgó el bronce olímpico.

## Premios y títulos

### Con la selección
- 1 x medalla de oro en Campeonato del Mundo (1999) [5]
- 1 x medalla de oro en Campeonato de Europa(1998) [4]
- 1 x medalla de plata en Campeonato del Mundo (1997) [6]
- 1 x medalla de plata en Campeonato de Europa (1996) [7]
- 1 x medalla de bronce en Juegos Olímpicos (2000) [1]

### Con sus clubes
- 2 x Liga noruega (1995, 1996)[2]
- 2 x Copa de Noruega (1995, 1996)[2]
- 1 x Copa de Dinamarca (2001)[2]
- 1 x Copa EHF (2002)[2]

## Vida personal
Tras su retirada se dedicó al póquer profesional, alcanzando ganancias superiores a 12 000 USD, y ha trabajado como comentarista televisiva y en gestión industrial.